# Frédéric Guilbert
Frédéric Guilbert (24 de desembre de 1994) és un futbolista professional francès que juga com a lateral dret per la US Lecce.